# Willem Kieft
Willem Kieft (Amsterdam, september 1597 – voor de kust van Wales, september 1647) was een Nederlands koopman. Hij was van 1638 tot 1647 de voorlaatste gouverneur van de kolonie Nieuw-Nederland.

## Biografie
Kieft werd geboren te Amsterdam. Hij was aanvankelijk koopman, maar werd op 28 maart 1638 tot gouverneur van Nieuw-Nederland benoemd, als opvolger van de omzichtige Wouter van Twiller. Door zijn tactloze optreden in een periode van expansie nadat de West-Indische Compagnie de handel in 1639 had vrijgegeven, kenmerkte Kiefts bewind zich door voortdurende conflicten met de Indianen en de kolonisten. Van 1640 tot 1645 voerde hij de naar hem genoemde oorlog tegen verschillende indianenstammen die hij in 1639 beschermingsgeld had opgelegd. Nadat Jochem Kuyter en Cornelis Melijn een rekest aan de Staten-Generaal hadden ondertekend, escaleerde het conflict met de kolonisten. Dominee Everardus Bogardus preekte tegen de moordpartijen op de Indianen, waarna Kieft door getrommel en kanonschoten de kerkdiensten zou hebben laten verstoren. 
In 1643 werd er een aanslag op hem gepleegd door een werknemer van Kiliaen van Rensselaer. 
Kieft werd in mei 1647 ontslagen. Hij werd in augustus van dat jaar opgevolgd door Peter Stuyvesant, maar intussen waren Kuyter en Melijn op 25 juli 1647 uit Nieuw-Nederland verbannen. Beide partijen gingen aan boord van de Prinses Amelia die hen naar Nederland zou brengen; dominee Bogardus was eveneens aan boord.

Kieft kwam om toen het schip in september 1647 zonk voor de kust van Wales. Kuyter en Melijn behoorden tot de overlevenden.
Tijdens het bewind van Kieft speelden conflicten over de mate van zelfbestuur van de kolonisten; conflicten met de steeds meer oprukkende Engelsen; en conflicten met de Indianen, die enerzijds in aanraking kwamen met westerse gebruiken en westerse gebruiksvoorwerpen, maar die anderzijds de voor de ruilhandel met de kolonisten benodigde bevervellen steeds moeilijker konden bemachtigen omdat zij door de blanken uit hun jachtgebieden werden verdreven. Omdat door de scheepsramp ook het archief van Kieft verdween, kan achteraf moeilijk worden vastgesteld in hoeverre de beschuldigingen tegen hem terecht waren.